# Macistes mesterstykke
Macistes mesterstykke er en italiensk stumfilm fra 1924 af Guido Brignone.

## Medvirkende
- Bartolomeo Pagano som Maciste
- Domenico Gambino som Saetta
- Franz Sala
- Elena Sangro
- Oreste Grandi
- Augusto Bandini
- Lola Romanos
- Gero Zambuto
- Felice Minotti
- Armand Pouget
- Lorenzo Soderini